# Mythe

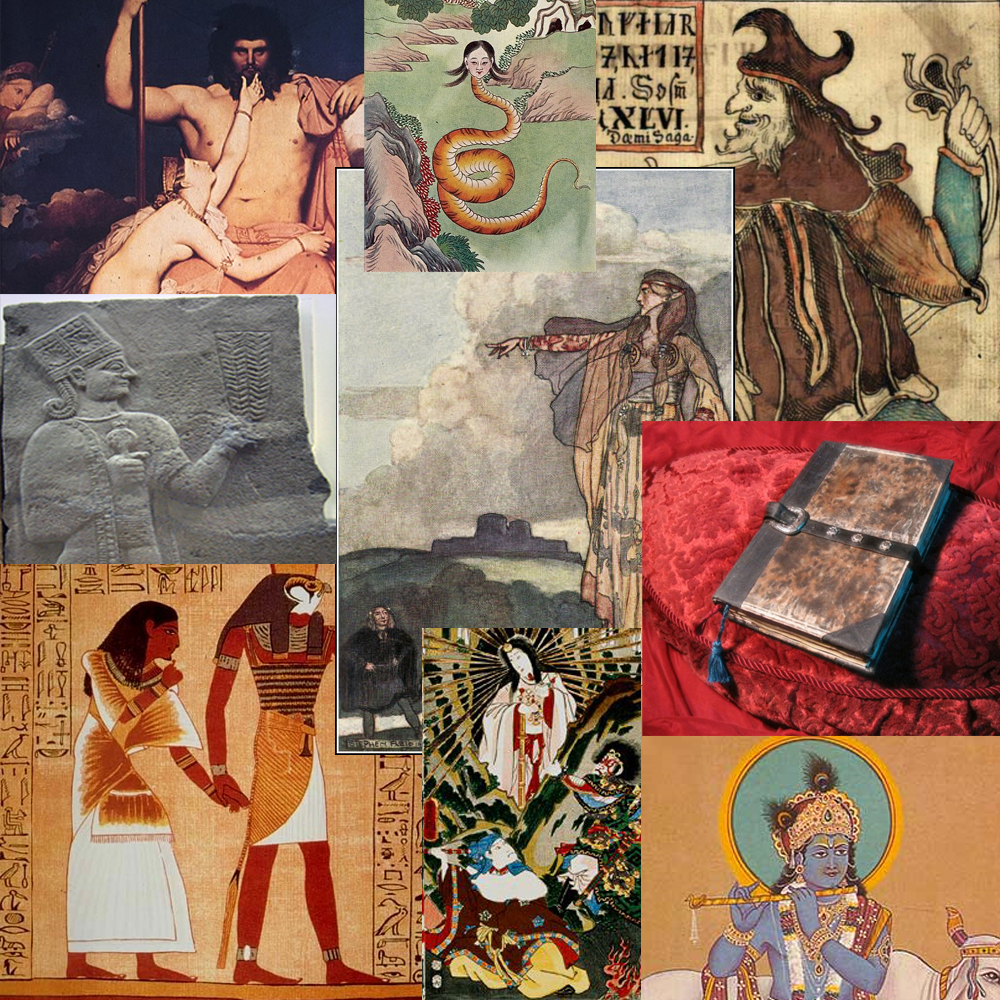
Voorstellingen van diverse mythen

Een mythe (Oudgrieks: μῦθος, mȳthos, 'woord'/'verhaal') is een woord dat van meet af paradoxaal is. Dat blijkt bijvoorbeeld al uit het dagelijks taalgebruik: daarin kan de mythe zowel duiden op een eerbiedwaardige wijsheid, iets ultiems en wonderlijks, als op een leugen, een misvatting, een te doorprikken illusie.
In de mythe als verhaal worden handelingen en gebeurtenissen vaak beschreven uit een onbepaald verleden. Vaak staan goden, vreemde wezens en helden centraal.
Een mythe bevat waarheden die bijvoorbeeld zin- en betekenisgevend, leerzaam en instructief zijn voor de mens binnen de gemeenschap waarin de mythe wordt overgeleverd. Het geheel van mythen van een cultuur vormt een mythologie.

## Definitie
De mythe is een vertelling die 'uitlegt': "Mythen smeden ons besef van wie we zijn, hoe we hier zijn gekomen, en hoe we passen in een wereld die vol is van gemeenschappen die afwijken van de onze". Daarmee raakt de mythe aan vragen en problemen die de mensheid altijd is tegengekomen. Dat kan verklaren hoe het komt dat mythen uit culturen die ver van elkaar verwijderd zijn, soms eenzelfde thematiek vertonen. Mythen die belangrijk geacht worden binnen een cultuur zijn richtinggevend voor vragen over de geschiedenis, toekomst, gebruiken en leefwereld van die cultuur. In aanvulling hierop dient het onderwerp van een mythe uitzonderlijke karakteristieken te hebben, zoals het voorkomen van personages (dieren, mensen, goden en andere wezens) met bovenmenselijke eigenschappen. Op basis van deze criteria kunnen Bijbelse verhalen over de Hof van Eden en de zondvloed als mythen worden beschouwd.

## Functies
Mythen hebben diverse functies, die elkaar niet uitsluiten. Zo creëren ze gedragsmodellen, bijvoorbeeld doordat goden geboden en verboden zouden bepalen en helden bepaalde deugden uitdragen. Mythen kunnen ook actief gebruikt worden in een religieuze, rituele context. Een voorbeeld is het Babylonische Nieuwjaarsfestival, waarbij priesters de Enoema Elisj opzegden. De functie van de mythe was hier niet zozeer het overdragen van kennis als wel het oproepen tot actie, die het bestaan van de gemeenschap veilig kon stellen. Verder hebben mythen tot doel de wereld of elementen daarvan te verklaren, of om sociale feiten (bijvoorbeeld instellingen) te rechtvaardigen.
De functie van de "mythe" staat centraal, uitsluitend als een sociaal bindend narratief, in het boek Sapiens: een kleine geschiedenis van de mensheid van Yuval Noah Harari. Dat in tegenstelling met de "mythe" als een eerbiedwaardige wijsheid iets ultiems en wonderlijks, maar de "mythe" als een misvatting: een te doorprikken illusie. De functie van de mythe als narratief wordt dan een waarschuwing voor een dystopische toekomst waar de Kunstmatige intelligentie en algoritmen de wereld beheersen. Maar aan de andere kant ontstaan er ook functionele nieuw zelf uitgedachte religieuze mythen zoals in het boek Das Prinzip Verantwortung van Hans Jonas om een nieuwe ethiek te ontwikkelen voor een technologische maatschappij. Dat leidt dan tot een nieuw categorische imperatief: "Handel zo, dat de effecten van je handeling in overeenstemming zijn met de altijd durende aanwezigheid van echt menselijk leven op aarde" 

## Onderzoek
In de culturele antropologie is het onderwerp uitgebreid behandeld door Edward Burnett Tylor, Émile Durkheim, Bronisław Kaspar Malinowski, Claude Lévi-Strauss en James George Frazer. In de psychologie is Carl Gustav Jung, die mythen beschouwde als projecties van het collectief onbewuste, een belangrijk auteur. In de sociologie wordt de term mythe gebruikt als een van de grondslagen van ideologieën.
Afhankelijk van de benaderingswijze wordt soms de functie van de mythe en dus de aard van een mythologie anders geduid. Mythen kunnen verklaren (etiologie), sociale fenomenen rechtvaardigen ('oorkonde'-functie), de natuur allegoriseren, rituelen uitbeelden of ondersteunen. Deze functies moeten echter niet overdreven worden: een functie geldt vaak in slechts enkele gevallen en de betrekkelijke dominantie van bepaalde functies kan verschillen van cultuur tot cultuur.